# Фридрих I (Вормс)
Рауграф Фридрих I цу Алтенбаумберг (на немски: Friedrich zu Altenbaumberg; Raugraf Friedrich I; * пр. 1243; † 17 февруари 1283) е от 1277 г. до смъртта си епископ на Вормс.

## Биография
Той е от фамилията на рауграфовете на Алтенбаумберг, която изчезва през 1457 г. Син е на Рупрехт I († пр. 1242), рауграф на Алтенбаумберг, Зимерн и Волщайн, и съпругата му графиня Хедвиг фон Еберщайн († сл. 1248), дъщеря на граф Еберхард III фон Еберщайн († пр. 1219) и графиня Кунигунда фон Андекс († сл. 1207)). Чрез майка си той е братовчед на Света Хедвиг фон Андекс и на унгарската кралица, Гертруда, първата съпруга на унгарския крал Андраш II, и на Анна-Мария Унгарска, съпруга на българския цар Иван Асен II. Правнук е на император Хайнрих IV († 1106). Майка му е сестра на Конрад фон Еберщайн († 1245), епископ на Шпайер (1237 – 1245).
Брат е на рауграф Хайнрих I фон Нойенбаумбург († 1261), рауграф Рупрехт II цу Алтенбаумберг († 1281), на Еберхард I, епископ на Вормс († 23 март 1277), и на Герхард цу Нойенбаумбург († сл. 1293), провост в Шпайер, Агнес цу Алтенбаумберг († 1258), омъжена за граф Дитер V фон Катценелнбоген († 1276), и на Кунигунда цу Алтенбаумберг († сл. 1243/сл. 1255), омъжена за Витекинд фон Меренберг († 1259/1264).
Чичо е на Емих фон Нойенбаумбург († 25 юли 1299), епископ на Вормс (1294 – 1299), и на Хайнрих фон Даун, епископ на Вормс (1318 – 1319). Първи братовчед е на Хайнрих фон Лайнинген († 1272), епископ на Вюрцбург и Шпайер, и Бертхолд фон Лайнинген († 1285), епископ на Бамберг, синове на леля му Агнес фон Еберщайн († 1263).
Фридрих I цу Алтенбаумберг е избран 1277 г. за епископ на Вормс след смъртта на брат му епископ Еберхард I († 23 март 1277). След него през 1283 г. епископ става Симон фон Шьонек († 1291).